# Decagrama (geometría)
En geometría, un decagrama es un polígono estrellado de 10 lados. Es una figura regular, que contiene los vértices de un decágono regular, pero conectados de tres en tres. Su símbolo de Schläfli es {10⁄3}.
El nombre decagrama combina un prefijo numérico, deca-, con el sufijo griego -gram. El sufijo -gram deriva de γραμμῆς (grammēs) que significa línea recta.

## Decagrama regular
Para un decagrama regular de lado 1 construido sobre los vértices de un decágono regular, las proporciones de los puntos de intersección son las siguientes: 
Se puede comprobar que la suma de estas cinco distancias es igual a uno, pues
{\displaystyle 3({\sqrt {5}}-2)+2\left({\frac {1}{2}}(7-3{\sqrt {5}})\right)=1,}
y que el lado del decágono regular (la distancia entre dos vértices consecutivos), coincide con la suma de las dos primeras cantidades, y vale
{\displaystyle ({\sqrt {5}}-2)+{\frac {1}{2}}(7-3{\sqrt {5}})={\frac {1}{2}}(3-2{\sqrt {5}})=0.3819660113\ldots }

## Aplicaciones
Los decagramas se han utilizado como uno de los motivos decorativos en los azulejos girih.

## Figuras relacionadas
Un decagrama regular es un poligrama de 10 lados, representado por el símbolo {10⁄n}, que contiene los mismos vértices que un decágono regular. Solo uno de estos poligramas, el {10⁄3} (conectando los puntos de tres en tres), forma un polígono estrella regular, pero también hay tres poligramas de diez vértices que pueden interpretarse como compuestos regulares: 
- {10⁄5} es un compuesto de cinco dígonos degenerados 5{2}
- {10⁄4} es un compuesto de dos pentagramas 2{5⁄2}
- {10⁄2} es un compuesto de dos pentágonos 2{5}[4][5]

| Forma   | Convexo       | Compuesto     | Polígono estrellado | Compuestos      | Compuestos    |
| ------- | ------------- | ------------- | ------------------- | --------------- | ------------- |
| Imagen  |               |               |                     |                 |               |
| Símbolo | {10⁄1} = {10} | {10⁄2} = 2{5} | {10⁄3}              | {10⁄4} = 2{5/2} | {10⁄5} = 5{2} |

{10⁄2} puede verse como el equivalente en 2D del compuesto del dodecaedro e icosaedro en 3D y del compuesto del hecatonicosacoro y hexacosicoro en 4D; es decir, el compuesto de dos politopos pentagonales en sus respectivas posiciones duales. 
El tipo {10⁄4} puede verse como el equivalente bidimensional del compuesto de pequeño dodecaedro estrellado y gran dodecaedro o del compuesto de gran icosaedro y gran dodecaedro estrellado por razones similares. Tiene seis análogos tetradimensionales, dos de los cuales son compuestos de dos politopos estrellados autoduales, como el pentagrama mismo: el compuesto de dos grandes hecatonicosacoros y el compuesto de dos grandes hecatonicosacoros estrellados. Se puede ver una lista completa en Polytope composite#Compounds with duals. 
Los truncamientos más profundos del pentágono y el pentagrama regulares pueden producir formas de polígonos de estrellas intermedias con diez vértices igualmente espaciados y dos longitudes de arista que permanecen transitivas a los vértices (cualquiera de los dos vértices se pueden transformar entre sí mediante una simetría de la figura).
| Cuasiregular    | Isogonal | Isogonal | Cuasiregular Doble recubrimiento |
| --------------- | -------- | -------- | -------------------------------- |
| t{5} = {10}     |          |          | t{5⁄4} = {10⁄4} = 2{5⁄2}         |
| t{5⁄3} = {10⁄3} |          |          | t{5⁄2} = {10⁄2} = 2{5}           |